# Meteusarcoides mutilatus
Meteusarcoides mutilatus is een hooiwagen uit de familie Gonyleptidae.